# Куліда Сергій Володимирович
Куліда Сергій Володимирович нар.( 28 січня 1959 Бородянка ) у сім'ї медиків — український письменник, публіцист, журналіст. Член Національної спілки письменників України. Член Національної спілки журналістів України. Секретар НСПУ. Головний редактор Літературної України (з 2017 року).

## Життєпис
Народився 28 січня 1959 року в смт Бородянка.
У 1976-1981 р.р. навчався на філологічному факультеті КНУ імені Т. Шевченка за спеціальністю «Викладач української мови і літератури». З 1981 р., після закінчення філологічного факультету (українська мова та література) Київського державного університету імені Т.Г.Шевченка, працював редактором, старшим редактором редакції літературно-драматичного мовлення (відділ прози) Українського радіо. Згодом – ведучим та політичним коментатором радіопередачі «Незалежність». Вів, окрім інших, щотижневу (вперше у практиці українського радіомовлення) авторську програму «Детектив-рев'ю».
Водночас, разом із колегами, випускав першу в Україні приватну газету «Хто винен», де публікувалися матеріали про таємниці СРСР, а також історію розвідки та контррозвідки. Був членом Міжнародної асоціації детективного та політичного роману (МАДПР), за рекомендацією чеського детективного письменника Іржі Прохазки, - київським кореспондентом Європейської асоціації детективного та політичного роману.
У 1993-2002 роках проживав у США. Закінчив Taylor Business Institute Університету штату Нью-Йорк. Працював у газетах "Національна трибуна", "Вечірній Нью-Йорк", "У Новому Світі". Був спецкором газет «Демократична Україна» та «Київські новини» у США. Публікував матеріали про роботу спецслужб в українських, американських та канадських ЗМІ.
З 1989 р. – видавець та головний редактор журналу «Досьє секретних служб», що виходив одночасно у Сполучених Штатах та Україні. Повернувшись до Києва, став головним редактором газети «Секретне досьє», а згодом головним редактором міської газети «Бучанські новини» (Київська область). 
3 березня 2017 р. за рекомендаціями лауреатів Шевченківської премії письменників В’ячеслава Медвідя, Павла Мовчана і  Миколи Луківа був прийнятий у члени Національної спілки письменників України.
З грудня 2017 року — головний редактор газети «Літературна Україна».
27.06.2021 обраний заступником голови правління Київської обласної організації НСПУ.

## Творчість
Пише прозу, публіцистику, працює в стилі детективного жанру.
Автор книг і видавець:
- «Червоні шпигуни» (видавництво «Арій», 2015),
- «Червоні шпигуни. Під грифом «секретно»» (видавництво «Арій», 2016),
- «Трьохликий СМЕРШ. Коротка історія найзагадковішої спецслужби СРСР» (видавництво «Арій», 2016),
- «Пригоди авантюристів ХХ століття» (видавництво «Арій», 2017),
- «Гламурні шпигуни. Під маскою «зірки» (видавництво «Арій», 2017),
- «Освіта і людина: діалог про головне» (разом з П.Таланчуком (видавництво університету «Україна», 2020).
- «Бучанський щоденник. Нотатки з підвалу» (видавництво «Твори», 2022)

Друкувався у журналах Penthouse, «Київ», «Пам’ятки України», газетах «Літературна Україна», «Медіа Кур'єр», «Таємниці минулого», альманахах «Київський журналіст» (2017) та «Рідні обрії» (2018), збірнику «Антологія сучасної української літератури. Армія. Мова. Віра» (2019), антології КОО НСПУ «Літературні джерела Київщини» (2021), інших колективних збірниках та виданнях.

## Відзнаки
- Лауреат Всеукраїнської літературної премії ім. Василя Юхимовича (м.Коростень, 2015),
- Лауреат премії ім. Леоніда Череватенка (м. Буча, 2016),
- Лауреат Літературної премії ім. Валерія Нечипоренка (м. Коростень, 2016),
- Лауреат Премії «Літературний Олімп» (м. Ірпінь, 2017),
- Лауреат Літературній премії ім. Максиміліана Кирієнко-Волошина (м.Київ, 2018),
- Лауреат Премії «Автор року-2018» радіомовлення «Франкова земля» (м. Дрогобич, 2018),
- Лауреат Міжнародної літературної премії ім. Н.Гоголя «Тріумф» (м.Чернігів, 2020),
- Лауреат Премії ім. Дмитра Нитченка (Австралія, 2020).
- Нагороджений знаком «Почесна відзнака» НСПУ та ювілейною медаллю, заснованою до 30-річчя НСПУ. Він також удостоєний низки престижних премій Національної спілки журналістів України (НСЖУ) – Почесний знак НСЖУ, Почесний знак НСЖУ «За особливі заслуги», Почесна грамота НСЖУ та інших.